# Xã Rootwad, Quận Scott, Missouri
Xã Rootwad (tiếng Anh: Rootwad Township) là một xã thuộc quận Scott, tiểu bang Missouri, Hoa Kỳ. Năm 2010, dân số của xã này là 1.210 người.